# Artur R. Boelderl
Artur Reginald Boelderl (* 1. Februar 1971 in Leoben) ist ein österreichischer Philosoph, Literaturwissenschaftler, Hochschullehrer, Autor und Übersetzer.

## Leben und Wirken
Boelderl maturierte 1989 am Neusprachlichen Gymnasium Judenburg in der Steiermark, studierte Germanistik und Philosophie in Klagenfurt und schloss 1995 sein Studium mit einer Promotion Sub auspiciis in Literaturtheorie und Philosophie ab. Im Jahr 2006 habilitierte er sich an der Universität Klagenfurt im Fach Philosophie und ist seitdem Universitätsdozent am Institut für Philosophie. Im Sommersemester 2009 hatte er eine Gastprofessur für Philosophie an der Universität Klagenfurt inne.
Er war seit 1995 Universitätsassistent und seit 2007 Universitätsdozent am Institut für Philosophie der Katholisch-Theologischen Privatuniversität Linz. 2013 wurde er von der Privatuniversität gekündigt, weil er „Philosophie in gleicher Weise gelehrt habe wie an weltlichen Unis“. Die Kündigung wurde 2014 auch in zweiter Instanz für rechtens erklärt, da das Arbeitsgericht der Privatuniversität als Einrichtung der Diözese Linz den Status eines Tendenzbetriebes zuerkannte. Von 2011 bis 2015 war Boelderl Lehrbeauftragter für Philosophie im Studiengang Kulturwissenschaften der Universität Linz, von 2014 bis 2016 wissenschaftlicher Mitarbeiter des FWF-geförderten Forschungsprojekts Topographien des Körpers an der Universitätsklinik für Psychoanalyse und Psychotherapie der Medizinischen Universität Wien und von 2016 bis 2018 Senior Scientist für Literaturdidaktik am Institut für Germanistik der Universität Klagenfurt. Seit 2018 ist er wissenschaftlicher Mitarbeiter des FWF-geförderten Forschungsprojekts  MUSIL ONLINE - interdiskursiver Kommentar am Robert-Musil-Institut für Literaturforschung / Kärntner Literaturarchiv ebenda.
Boelderl war von 1996 bis 2006 Generalsekretär der Österreichischen Gesellschaft für Religionsphilosophie und von 2008 bis 2020 deren Vizepräsident. Er ist Wissenschaftlicher Beirat der Reihe Linzer Beiträge zur Kunstwissenschaft und Philosophie, Redaktionsmitglied des RISS. Zeitschrift für Psychoanalyse und Kuratoriumsmitglied des Webportals MUSIL ONLINE. Zu seinen Arbeitsschwerpunkten zählen die Philosophie des 20. Jahrhunderts und der Gegenwart, Text- und Literaturtheorie, Philosophie und/der Psychoanalyse sowie (digitale) Literaturvermittlung.
In seinen philosophischen Arbeiten der 1990er Jahre führt Boelderl das systematische Interesse an Hermeneutik-kritischen Positionen der Philosophie des 20. Jahrhunderts (Strukturalismus, Poststrukturalismus, Dekonstruktion) sowie der Psychoanalyse mit einer über den Begriff des Textes vermittelten ideengeschichtlichen Anbindung derselben an ältere, sog. hermetische Traditionen des abendländischen Denkens eng. Die dort bereits angezeigte ethische Implikation dieses Zuganges wird in den 2000er Jahren um ihre sozialphilosophischen und politischen Dimensionen ergänzt und in Auseinandersetzung mit vorwiegend phänomenologischen, aber auch kultur- und sozialwissenschaftlichen Erkenntnissen (darunter die Psychohistorie nach Lloyd deMause und Georges Batailles Studien zur Heterologie) zum Programm einer philosophischen Natologie erweitert, die sich als kritische Fortführung einschlägiger Ansätze wie dem Natalitätsdenken Hannah Arendts, aber auch und vor allem der generativen Phänomenologie vom späten Edmund Husserl über Eugen Fink und Martin Heidegger, Maurice Merleau-Ponty, Mikel Dufrenne u. a. bis zur "lebensphilosophischen" Dimension der Dekonstruktion bei Jacques Derrida und Jean-Luc Nancy versteht. Seit den 2010er Jahren befasst sich Boelderl zudem mit den theoretischen wie praktischen Konsequenzen solcher philosophischer Hermetik bzw. natologischer Philosophie für die spezifische Aufgabe der Literaturvermittlung sowohl im (hoch-)schuldidaktischen Kontext als auch dem der Digital Humanities, die eine kritische Neubetrachtung des ontologischen Status des Textes unter digitalen Bedingungen ebenso erfordert wie eine begriffliche und disziplinäre Klärung des Verhältnisses zwischen analoger und digitaler Humanwissenschaft.

## Publikationen
Monographien
- Von Geburts wegen. Unterwegs zu einer philosophischen Natologie. Königshausen & Neumann, Würzburg 2006, ISBN 978-3-8260-3459-6
- Georges Bataille. Über Gottes Verschwendung und andere Kopflosigkeiten. Parerga-Verlag, Berlin 2005, ISBN 978-3-937262-18-5
- Literarische Hermetik. Die Ethik zwischen Hermeneutik, Psychoanalyse und Dekonstruktion. Parerga-Verlag, Düsseldorf 1997, ISBN 978-3-930450-21-3
- Alchimie, Postmoderne und der arme Hölderlin. Drei Studien zur philosophischen Hermetik. Passagen Verlag, Wien 1995, ISBN 978-3-85165-131-7

Kompendien
Koautor des Kompendiums: Figurationen des Bösen – Ein Kompendium, Werner Moskopp, Stefan Neuhaus, Autoren (Auswahl): Ulrich Horstmann, Volker Ladenthin, Oliver Dimbath, Michaela Bauks, Ulli Roth, Artur R. Boelderl, Nicole Hoffmann, Werner Moskopp, Konigshausen und Neumann, Würzburg 2023, ISBN 978-3-8260-7703-6
Herausgeber
- Vom Krankmelden und Gesundschreiben. Literatur und/als Psycho-Soma-Poetologie? Studien-Verlag, Innsbruck/Wien/Bozen 2018, ISBN 978-3-7065-5408-4
- Mit Monika Leisch-Kiesl: "Die Zukunft gehört den Phantomen". Kunst und Politik nach Derrida. Transcript, Bielefeld 2018, ISBN 978-3-8376-4222-3
- Welt der Abgründe: Zu Georges Bataille. Turia + Kant, Wien/Berlin 2015, ISBN 978-3-85132-783-0
- Mit Florian Uhl, Sylvia Melchardt: Die Tradition einer Zukunft: Perspektiven der Religionsphilosophie. Schriften der Österreichischen Gesellschaft für Religionsphilosophie Bd. 10, Parerga, Graal-Müritz 2011, ISBN 978-3-937262-97-0
- Mit Florian Uhl: Das Geschlecht der Religion. Schriften der Österreichischen Gesellschaft für Religionsphilosophie Bd. 6, Parerga, Berlin 2005, ISBN 978-3-937262-29-1
- Zwischen Beautyfarm und Fussballplatz: theologische Orte in der Populärkultur. Echter, Würzburg 2005, ISBN 978-3-429-02735-3
- Mit Florian Uhl: Die Sprachen der Religion. Schriften der Österreichischen Gesellschaft für Religionsphilosophie Bd. 4, Parerga, Berlin 2003, ISBN 978-3-930450-82-4
- Mit Florian Uhl: Zwischen Verzückung und Verzweiflung: Dimensionen religiöser Erfahrung. Schriften der Österreichischen Gesellschaft für Religionsphilosophie Bd. 2, Parerga, Berlin 2001, ISBN 978-3-930450-64-0
- Mit Ludwig Janus: Lloyd deMause: Was ist Psychohistorie? Eine Grundlegung. Aus dem Amerikan. von Artur R. Boelderl, Psychosozial-Verlag, Gießen 2000, ISBN 978-3-932133-64-0[13]
- Mit Florian Uhl: Rituale: Zugänge zu einem Phänomen. Schriften der Österreichischen Gesellschaft für Religionsphilosophie Bd. 1, Parerga, Düsseldorf/Bonn 1999, ISBN 978-3-930450-44-2

Open-Access-Artikel
- Vom Livre irréalisé zum Texte hyperréalisé? In: Zeitschrift für digitale Geisteswissenschaften, Sonderband 2 (2018): Digitale Metamorphose: Digital Humanities und Editionswissenschaft. doi:10.17175/sb002_010